# Sayula (kommun)
Sayula är en kommun i Mexiko.   Den ligger i delstaten Jalisco, i den centrala delen av landet, 500 km väster om huvudstaden Mexico City. Antalet invånare är 26 789. Arean är 295 kvadratkilometer.
Terrängen i Sayula är varierad.
Följande samhällen finns i Sayula:
- Sayula
- Usmajac
- El Reparo